# Baptistère de Riez
Le baptistère de Riez est un baptistère paléochrétien situé sur le territoire de la commune française de Riez, dans le département français des Alpes-de-Haute-Provence en région Provence-Alpes-Côte d'Azur.

## Historique

### Fondation du groupe cathédral
L'empereur Auguste fonde au Ier siècle la civitas Julia Augusta Reiorum Apollinaris qui fait de Riez la plus ancienne cité du département des Alpes-de-Haute-Provence.
Au début du christianisme dans l'empire romain, l'Église catholique va calquer son organisation sur celle de l'empire. Chaque civitas va devenir le siège d'un évêché après la paix religieuse. Pour Jean-Rémy Palanque, l'évêché de Riez a été fondé au Ve siècle. Le premier évêque connu avec certitude est Maximus, saint Maxime, abbé de l'abbaye de Lérins, évêque de Riez entre 433 et 460, dont le nom figure sur la liste des participants au concile régional de Riez, en 439, puis Fauste, entre 461 et 485. L'évêque Fauste écrit dans le Sermo de sancto Maximo episcopo et abbate que l'évêque Maxime a été un grand bâtisseur, en particulier de l'église Saint-Albin et d'une église dédiée à l'apôtre Pierre et dans laquelle il a été enseveli et a pris le nom de Saint-Maxime. Un groupe cathédral a alors dû être construit à l'extérieur de la cité par les premiers évêques de Riez, au Ve siècle, à l'emplacement des thermes romains dont il remploie des pierres pour sa construction. Ce groupe comprenait le baptistère et l'église Notre-Dame de la Sed reliés par une galerie de 2 m de large. Les fouilles menées à partir de 1966 par Guy Barruol ont permis de trouver, face au baptistère, les restes d'une église paléochrétienne détruite à la fin du XVe siècle.

### Datation du baptistère
Le baptistère de Riez est un édifice paléochrétien édifié entre les Ve et VIIe siècles.
Aucun document ne permettant de fixer la date de construction du baptistère de Riez, sa datation doit être faite à partir des éléments découverts au cours des fouilles archéologiques ou par analogie avec des bâtiments similaires dont on connaît la date de construction.
Plusieurs datations ont été avancées :
- Robert de Lasteyrie[4] englobe sa construction dans une période très large, allant du IVe siècle au IXe siècle ;
- Camille Enlart[5] l'attribue au VIe ou VIIe siècle. Jules de Laurière a rapproché le baptistère de Riez de l'ancien baptistère de la basilique patriarcale d'Aquilée ;
- Émile Mâle a fait remarquer sa ressemblance avec le baptistère syrien de l'église Saint-Georges d'Ezra[6] dont la date de construction, 515, est connue grâce à une inscription.

Son plan rappelle aussi celui du baptistère de Fréjus avec son plan intérieur octogonal présentant une alternance de niches rectangulaires et semi-circulaires.
La date la plus probable de construction devrait se situer entre le VIe et le VIIe siècle. Le baptistère était à l'origine entouré d'un portique.

### Destructions
Le groupe cathédral ne semble pas avoir eu à souffrir au moment de l'invasion par les Wisigoths en 480, mais il a été saccagé par les Lombards et les Saxons en 572. Une longue période d'insécurité, du VIIe au VIIIe siècle, et les incursions sarrasines de 793 à 875 ont entraîné l'abandon du groupe cathédral et la fuite des habitants. Quand l'évêque Édolde a été installé à Riez, il a décidé d'abandonner le groupe cathédral et de transférer la cathédrale dans la chapelle Sainte-Maxime sur la colline de même nom. Le baptistère et l'ancienne cathédrale transformée en église paroissiale ont alors été réparés mais, par suite d'un manque d'entretien, Augier, évêque de Riez de 1096 à 1130, a pratiquement dû les reconstruire. Les voûtes du baptistère ont été reconstruites à cette époque.
La guerre entamée par Raimond de Turenne en 1389 a ravagé le pays de Riez pendant dix ans entraînant la réduction de la superficie de la ville qui a été entourée de remparts par l'évêque Jean de Maillac. Une nouvelle cathédrale à l'intérieur du bourg est projetée dès 1405.
À la fin du XVe siècle, l'évêque Marc Lascaris de Tende a abandonné le château épiscopal et la cathédrale située sur la colline Sainte-Maxime et a fait construire une nouvelle cathédrale dans le bourg à partir de 1490 en utilisant les pierres de l'ancienne cathédrale Notre-Dame de la Sed. Le siège de l'évêque n'a été transféré dans la nouvelle cathédrale que trente ans plus tard. Le baptistère a été transformé en simple chapelle en 1559 dédiée à saint Clair et à saint Jean-Baptiste.

### Restaurations et classement

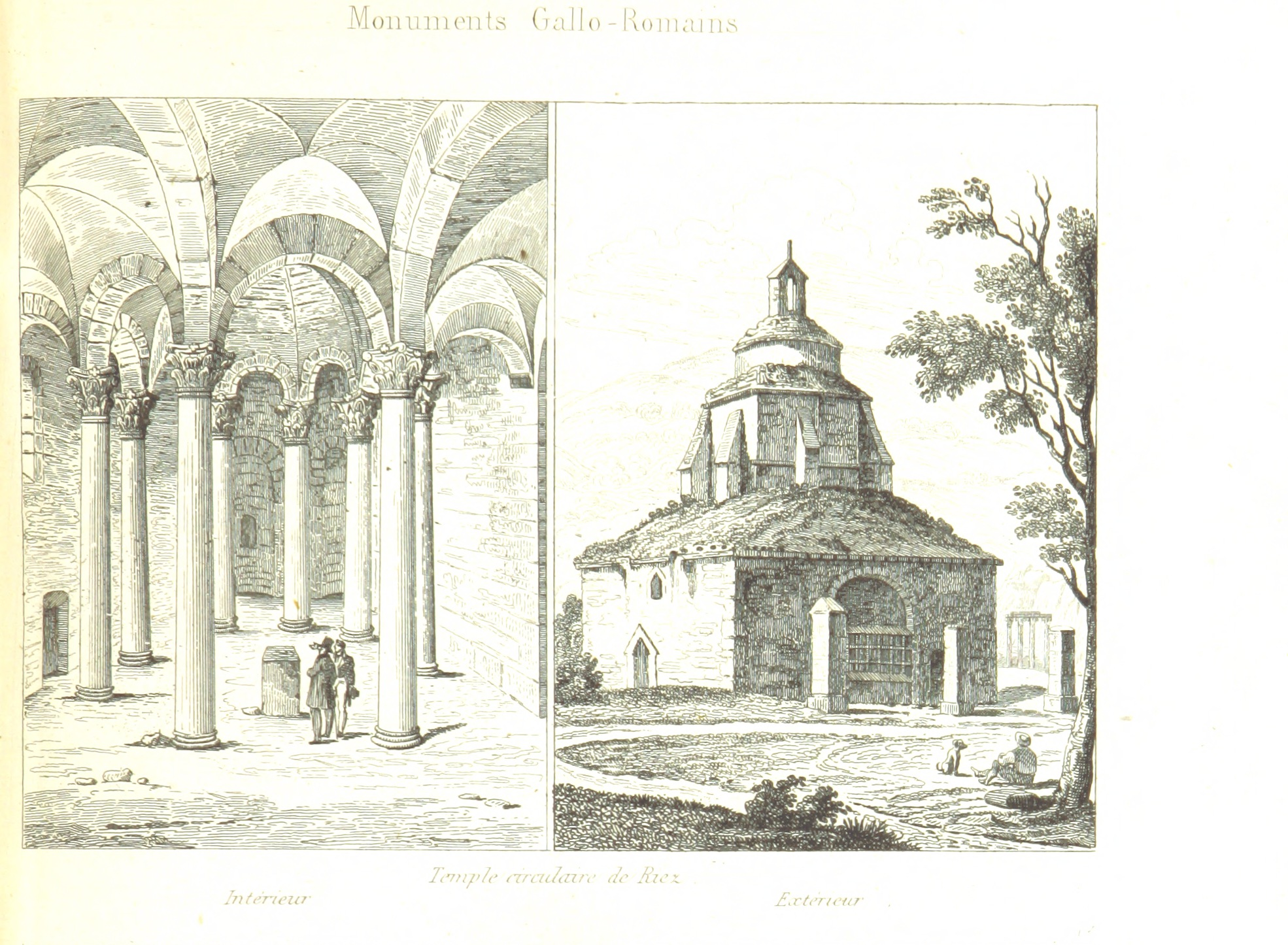
Gravure du baptistère de Riez faite en 1818, publiée en 1836.

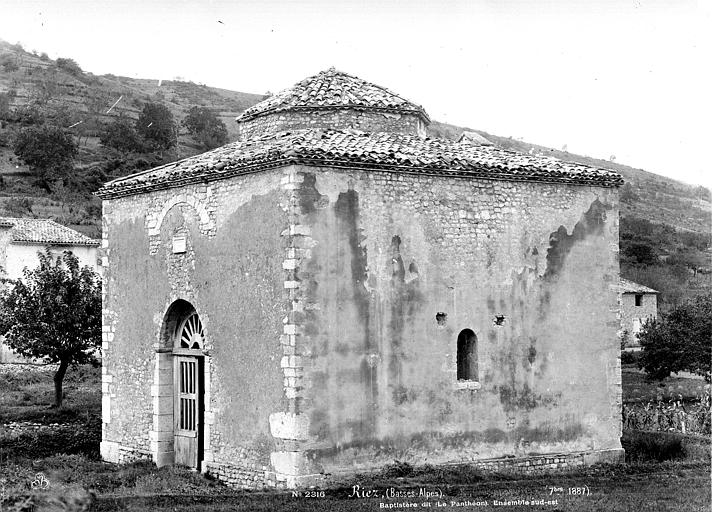
Le baptistère de Riez photographié par Séraphin-Médéric Mieusement en septembre 1887.

La première description du baptistère est faite par Simon Bartel dans son ouvrage Histoire ecclésiastique du diocèse de Riez, en 1636. Le père Miraillet fait une description de l'édifice en 1654. La découverte d'inscriptions dans le sol de Riez se rapportant à la construction d'un temple dédié à Cybèle a fait croire à une attribution à cette déesse. La découverte d'autres stèles votives à plusieurs dieux dans le sol de Riez a fait croire que l'édifice était un bâtiment antique dédié à tous les dieux et qui a été surnommé le « Panthéon ».
Une gravure de Baltard représente le baptistère avant sa restauration de 1818. Elle montre un tambour octogonal élevé portant deux corniches et étayé par des contreforts. Au-dessus, et en retrait, on voit un petit lanternon cylindrique, couronné d'une corniche et coiffé d'un mur-pignon.
C'est à l'occasion de cette restauration demandée par le marquis de Villeneuve, préfet des Basses-Alpes, qu'on a démoli le mur octogonal élevé au-dessus de la première corniche qui marquait le niveau de base de la coupole, mur « couronné par une seconde corniche au-dessus de laquelle se trouvait une lanterne surmontée par le campanile. C'est entre ces deux corniches, et par conséquent autour de la maçonnerie qui masquait le dôme extérieurement, qu'étaient placés, à chacun des angles des huit pans, des blocs de marbre blanc, formant deux demi-colonnes adossées à un pilastre. les chapiteaux du goût le plus barbare, sont ornés d'espèces de feuilles de palmier. Au milieu de chacune des faces des huit pans, on a retrouvé une base de colonne du même goût et du même marbre que les blocs des angles ». Les parties hautes du baptistère sont sorties de cette restauration complètement défigurées.
Une nouvelle restauration du baptistère a été faite en 1906. Une autre en 2014-2015. Des fouilles ont été entreprises dans les années 1960.
Le baptistère abrite aujourd'hui un musée lapidaire fondé en 1929 par Marcel « Provence ».
Le baptistère fait l'objet d'un classement au titre des monuments historiques depuis 1840 : il fait partie de la première liste de monuments historiques français, la liste des monuments historiques protégés en 1840, qui comptait 1 034 monuments.

## Architecture

### L'extérieur
Le baptistère est un édifice carré de neuf mètres de côté construit en moellons et présentant des chaînages d'angle en pierre de taille. Sur tout son pourtour, l'édifice repose sur un soubassement d'une hauteur de cinq moellons environ.
L'entrée se situe sur la façade est. Les façades sud et nord sont chacune percée d'une fenêtre encadrée de pierre de taille alors que la façade ouest est aveugle.
La toiture actuelle date du début du XIXe siècle : elle est constituée d'un toit de tuiles quadrangulaire entourant la coupole octogonale, de dimensions nettement plus modeste que dans le passé. Le toit est agrémenté d'un clocher-mur en pierre de taille.

Extérieur du baptistère
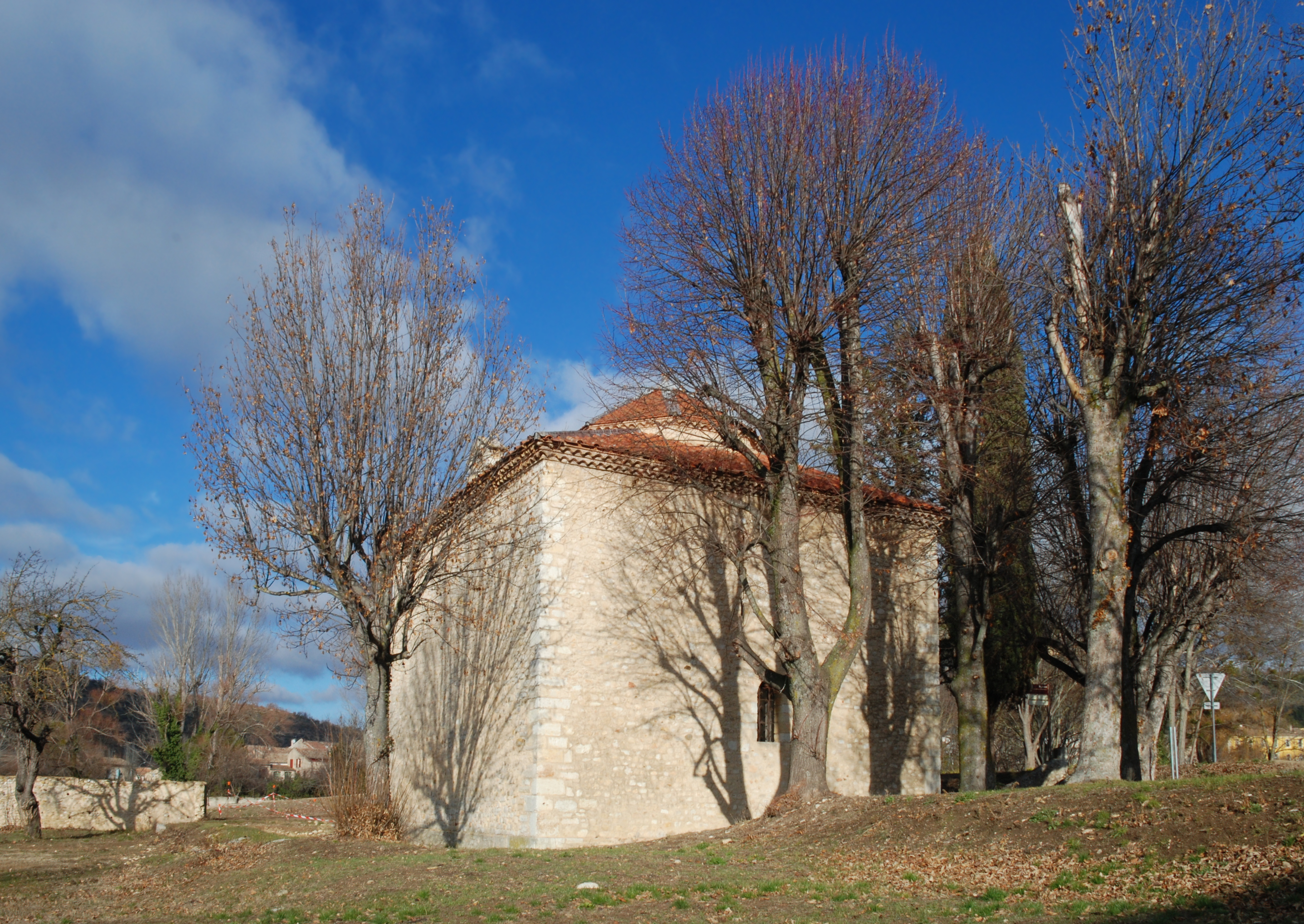
Le baptistère, vu du sud-ouest.
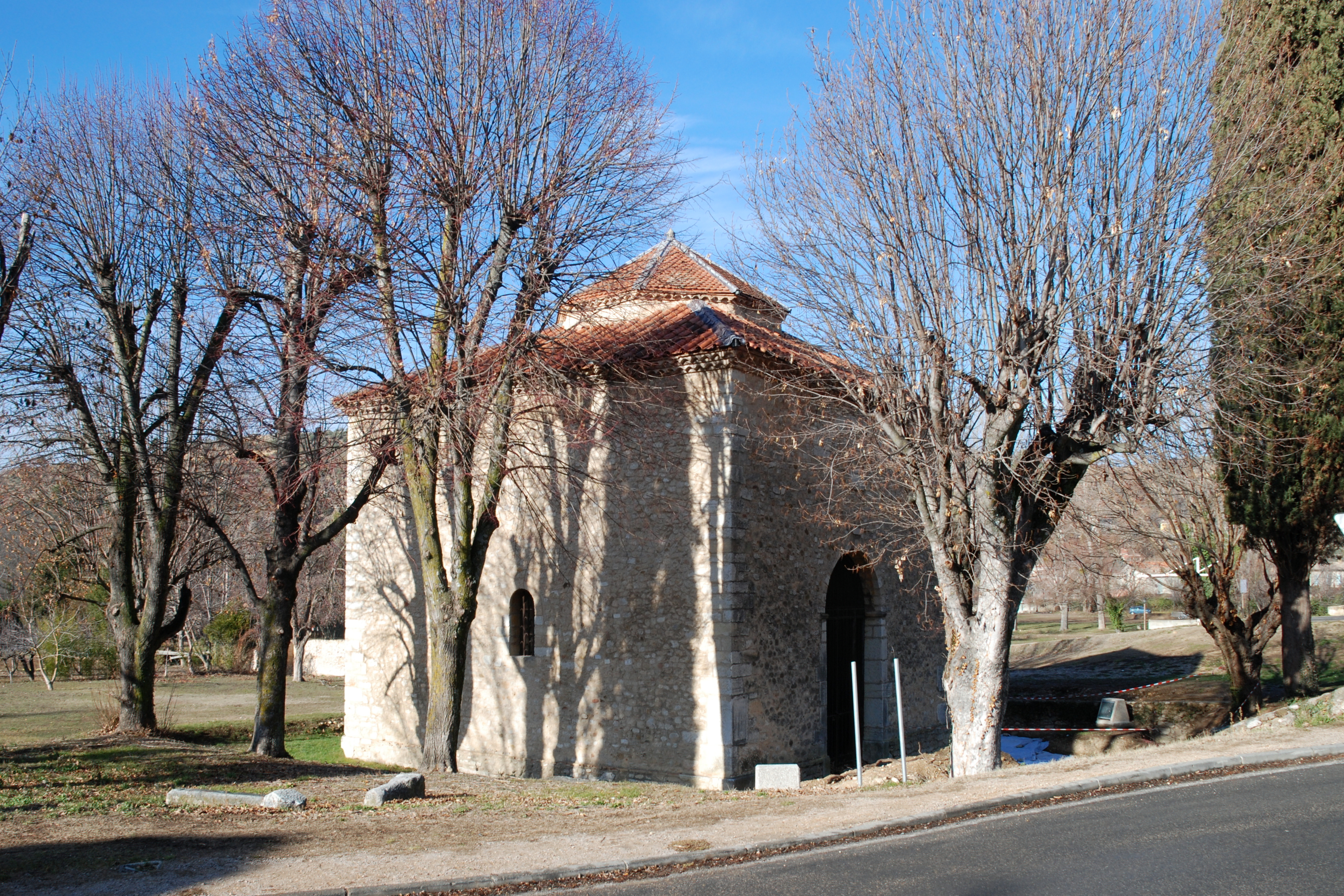
Le baptistère, vu du sud-est.
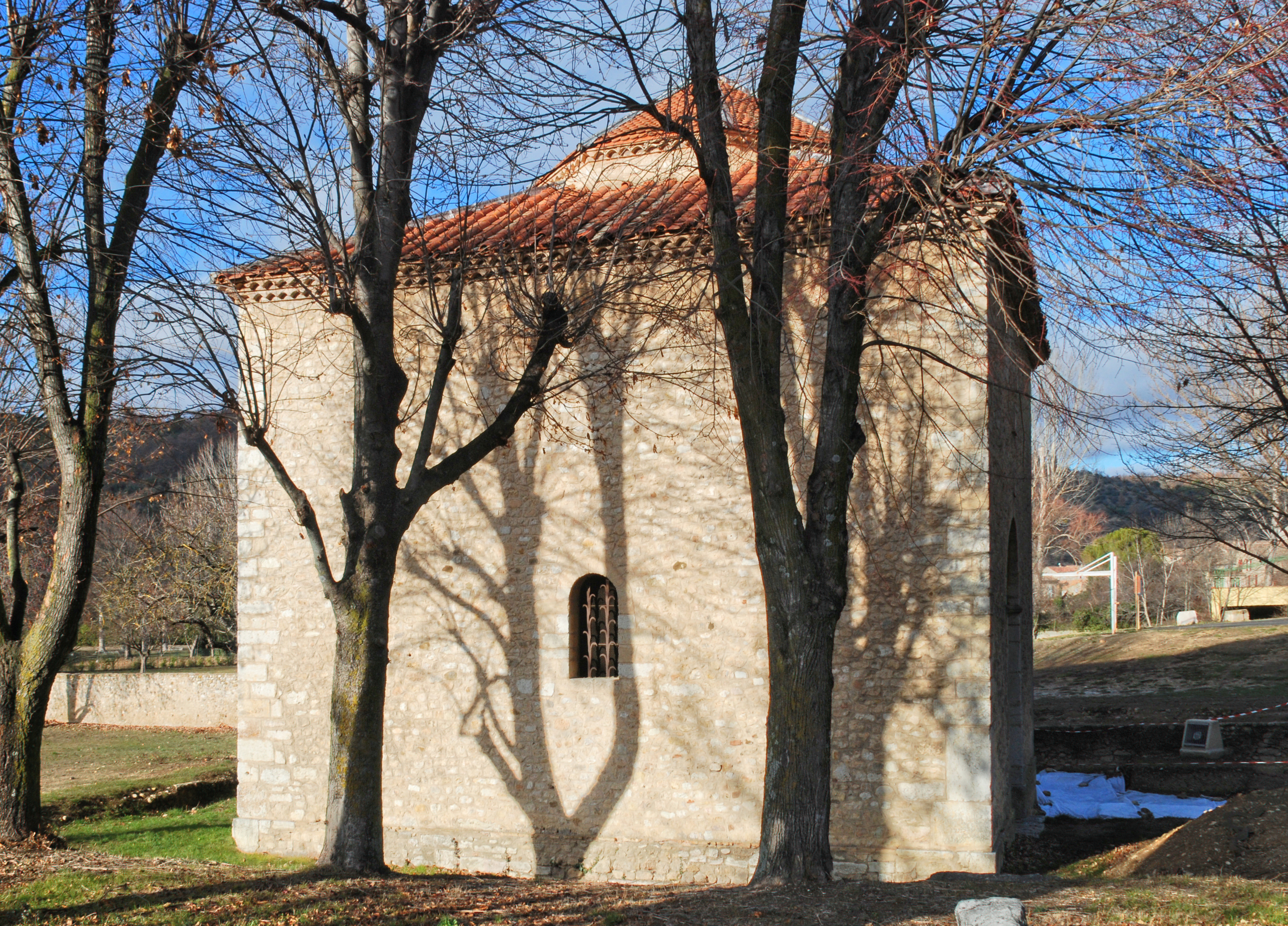
Façade sud.
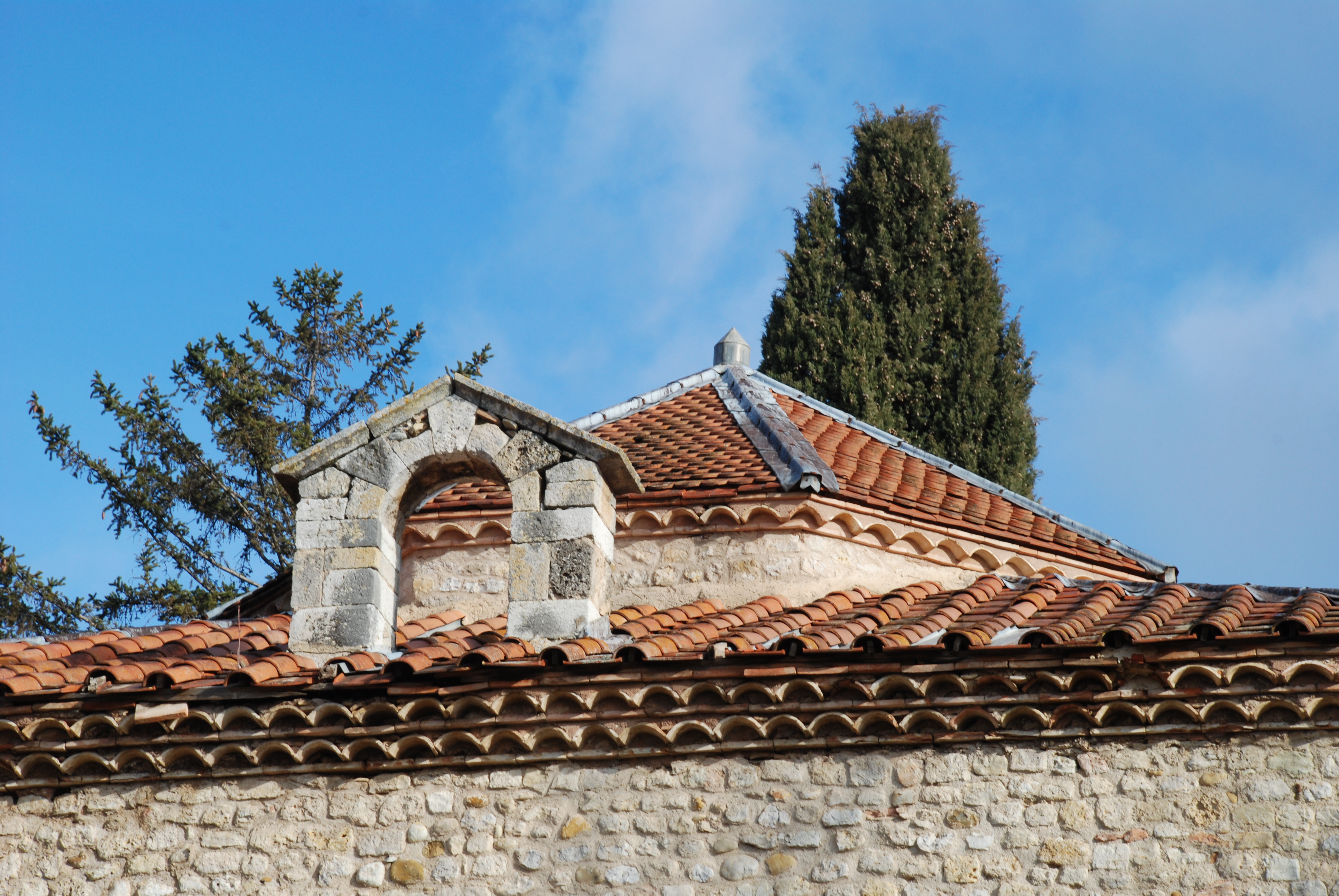
Le toit et la coupole octogonale.

### L'intérieur
Comparable au baptistère de Fréjus, dans le Var, le baptisère de Riez est de plan octogonal inscrit dans une construction de plan carré ; quatre absidioles, dont l'une contient l'autel, se greffent sur les pans coupés et s'enfoncent dans la maçonnerie, sans faire saillie à l'extérieur.
La coupole (refaite au XIIe siècle) repose sur huit colonnes antiques de granit surmontées de chapiteaux corinthiens de marbre. Ces colonnes, disposées en cercle, entourent la cuve baptismale, dont il ne reste que des débris.